# Brida de paret
Una brida de paret, brida de canonades o també abraçadora-ibídem és un dispositiu, amb forma de semiargolla (brida-U) o d'argolla completa partida, que s'utilitza per fixar els tubs o les canonades de metall, plàstic, etc.. sobre qualsevol tipus de paret, envà, plafó, sostre o mur..

## Brides-U

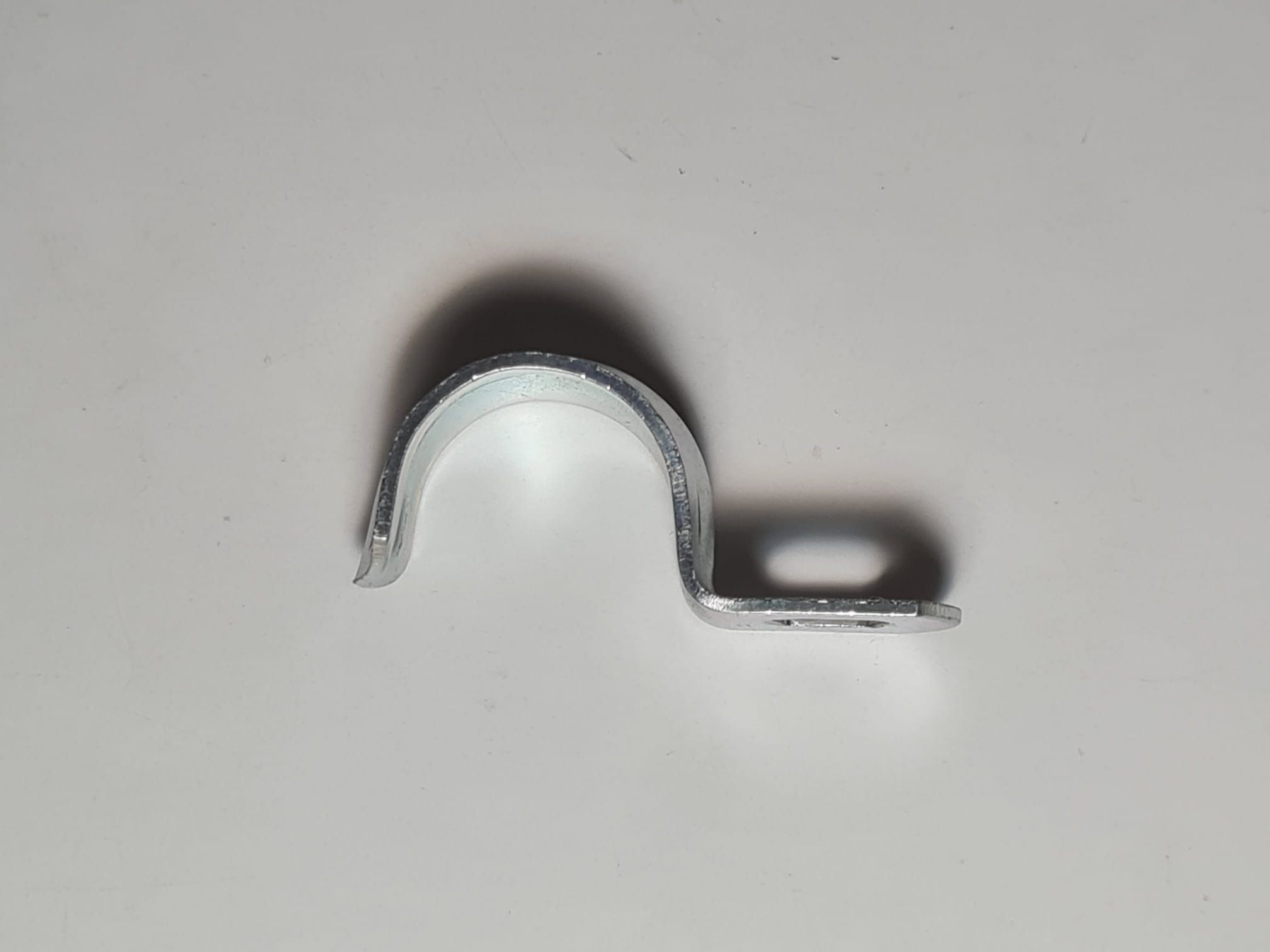
Brida-U per a canonada

Hi ha diferents tipus de brides-U:

### Brides-U simples d'un forat
amb un forat de fixació als dos extrems.

### Brides-U simples de dos forats
amb un forat de fixació als dos extrems.
Les pinces brida-U s'han utilitzat principalment per suportar els tubs i canonades per on passen fluids i gasos. Com a tal, les pinces brida-U es van mesurar mitjançant la parla d'enginyeria de canonades. Una abraçada de canonada en U es descriuria per la mida de la canonada que suportava.

### Brides-U dobles d'un forat
Amb un forat de fixació al mig.

### Especificacions
Als Estats Units, SAE International manté l'especificació J1508.

## Brides d'argolla partida

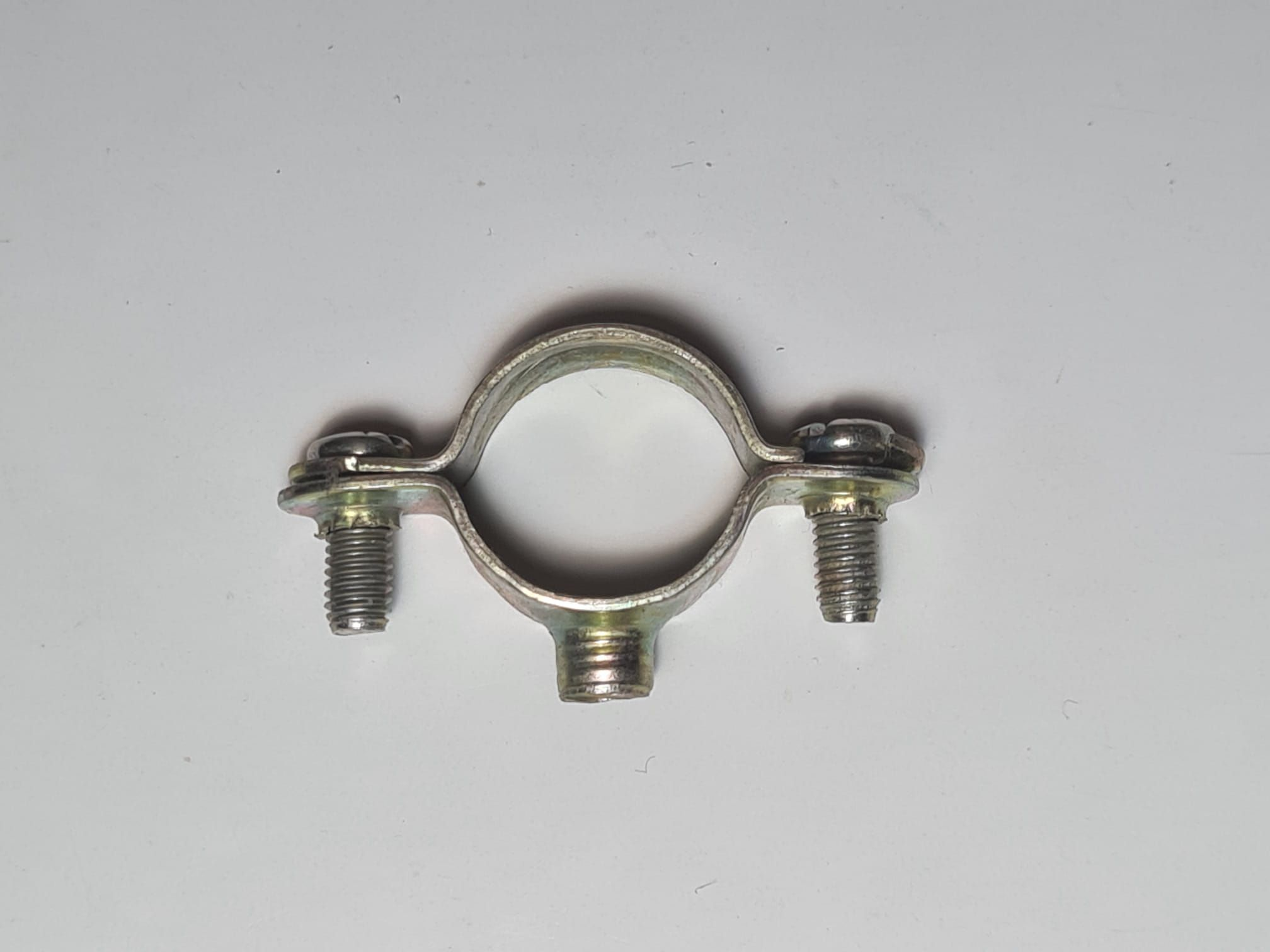
Brida de paret d'argolla partida.

Amb un forat de fixació a una de les meitats de l'argolla
Les brides-U s'utilitzen principalment per suportar les canonades i tuberies per on passen fluids o gasos, com també tubs i mànegues emprats per passar cables elèctrics sense haver de fer canals a la paret. Com a tal, les pinces brida-U es mesuren en termes d'enginyeria de canonades. Una brida de paret en U, es descriu per la mida de la canonada que suporta.

### Amidament
El diàmetre nominal d'una canonada és en realitat la mesura del diàmetre interior de la canonada. Els enginyers estan interessats en això perquè dissenyen una canonada per la quantitat de fluid/gas que pot transportar. Com que un públic molt més ampli està utilitzant les pinces brida-U per subjectar qualsevol tipus de tub / barra rodona, cal utilitzar un sistema de mesura convenient.
Quatre mesures defineixen de manera única qualsevol tipus de brida-U:
1. Tipus de material (per exemple: acer galvanitzat brillant)
2. Mida del forat (per exemple: 2 mm)
3. Diàmetre interior (per exemple: 50 mm - la distància entre les cames)
4. Alçada interior (per exemple: 50 mm)